# Francisco Gomes de Amorim
Francisco Gomes de Amorim (Póvoa de Varzim, A Ver-o-Mar, 13 de agosto de 1827 - Lisboa, Encarnação, 4 de novembro de 1891), foi um poeta, dramaturgo e romancista português.

## Biografia
Este escritor, filho de José Gomes de Amorim e de sua mulher Mariana Joaquina Bento, emigrou com dez anos para o Brasil.
De regresso a Portugal, tornou-se amigo do 1.º Visconde de Almeida Garrett, que veio a morrer nos seus braços.
Apesar de viver em Lisboa, deslocava-se regularmente à Póvoa de Varzim, tornando-se amigo de Oliveira Martins, quando este escreve o "Requerimento dos Poveiros" a D. Luís I, para se fazer a construção do porto de abrigo.
Encontra-se colaboração da sua autoria em diversas publicações periódicas: O Panorama (1837-1868), Revista universal lisbonense (1841-1859), a Illustração Luso-Brasileira (1856-1859), Arquivo pitoresco (1857-1868), O Pantheon  (1880-1881), Ribaltas e gambiarras (1881) e  Tiro civil  (1895-1903).
Foi tio paterno do 1.º Barão de A-Ver-o-Mar.

## Obras
Teatro
- Ghigi (1851), drama. Obra de estreia dramática do autor, representada no Teatro de D. Maria II. Editado em Lisboa, 1852.
- A Viúva (1852), comédia em 2 actos. Editado em Lisboa, em 1870.
- O casamento e a mortalha no Céu se talha (1853), provérbio dramático. Editado em Lisboa, 1870.
- Ódio de Raça (1854), drama. Representado pela primeira vez, no Teatro de D. Maria II. Editado em Lisboa, 1869.
- O cedro vermelho (1856), drama. Representado pela primeira vez no Teatro de D. Maria Ii, a 8 de maior de 1856. Editado em Lisboa, Imprensa Nacional, 1874, Theatro de Francisco Gomes de Amorim, I
- Fígados de Tigre (1857), paródia. Representada pela primeira vez no Teatro de D. Maria II, com o título O Melodrama dos Melodramas. Editada em Lisboa, 1869.
- Os incógnitos do Mundo, drama. Editado em Lisboa, 1869.
- Os herdeiros do milionário ou o Testamento singular. Drama. Editado em Lisboa, 1869.
- A proibição. Drama. Editado em Lisboa, 1869.
- Aleijões sociais, drama. Representado com o título Escravatura branca. Editado em Lisboa, 1870.
- Abnegação, drama. Representado com o título A comédia da vida. Editado em Lisboa, 1870.
- D. Sancho II, drama histórico.
- O corsário, drama marítimo.
- História de um enforcado, drama.

Romance
- Duas cenas da Idade Média (1872), conto. Editado em Lisboa, em Brinde aos senhores assinantes do Diário de Notícias em 1872.
- O cipreste e o pessegueiro (1873), conto. Editado em Lisboa, em Brinde aos senhores assinantes do Diário de Notícias em 1873.
- Os Selvagens (1875), romance. Editado em Lisboa, 1875.
- O remorso vivo (1875), romance. Editado em Lisboa, 1875.
- Angelo Cardoni (1876), conto. Editado em Lisboa, Imprensa Nacional, na colectânea Frutos de vário sabor.
- Aventuras de um defunto (1876), conto. Editado em Lisboa, Imprensa Nacional, na colectânea Frutos de vário sabor.
- Cenas da Idade Média (1876), conto. Editado em Lisboa, Imprensa Nacional, na colectânea Frutos de vário sabor.
- Saudades (1876), conto. Editado em Lisboa, Imprensa Nacional, na colectânea Frutos de vário sabor.
- As Duas Fiandeiras (1881), romance de costumes populares.

Poesia
- Cantos Matutinos (1858), poesia
- Efémeros (1866), poesia
- Portugal e França (1886), poesia.

Biografias
- Garrett: Memórias Biográficas (1881 - 1884), biografia. Editada em Lisboa, Imprensa Nacional. Vol. 1 ; vol. 2 ; vol. 3 .

Dicionário
- Dicionário de João Fernandes, lições de língua portuguesa pelos processos novos ao alcance de todas as classes de Portugal e Brasil (1878). (eBook)
- Os Lusíadas de Luís de Camões expurgados de erros que nunca tinham sido corrigidos e restituídos ao texto primitivo (1889). Editado em Lisboa, Imprensa Nacional.